# Ranunculus budensis
Ranunculus budensis är en ranunkelväxtart som beskrevs av Sóo. Ranunculus budensis ingår i släktet ranunkler, och familjen ranunkelväxter. Inga underarter finns listade i Catalogue of Life.